# 非部
非部（）は、漢字を部首により分類したグループの一つ。
康熙字典214部首では175番目に置かれる（8画の9番目、戌集の9番目）。

## 概要
「非」字は違反や過失を意味する。その字形は背き合っている鳥の両翼の形に象り、「飛」字から下部の両翼部分だけを抜き出したものである。引伸して非難することを意味する。
また述語の前で打消しの副詞として用いられる（和訓では「（ - に）あらず」という動詞＋助動詞という特殊な読み方をする）。
偏旁の意符としては背くことに関することを示すと思われるが多くはなく、もっぱら「悲」や「排」のようなヒやハイといった音を表す声符として使われている。
非部は上記のような意符を構成要素に持つ漢字を収める。

## 部首の通称
- 日本：あらず
- 韓国：아닐비부（anil bi bu、あらずの非部）
- 英米：Radical wrong

## 部首字
非
- 中古音
  - 広韻 - 甫微切、微韻、平声
  - 詩韻 - 尾韻、平声
  - 三十六字母 - 非母
- 現代音
  - 普通話 - ピンイン：fēi 注音：ㄈㄟ ウェード式：fei1
  - 広東語 - Jyutping:fei1 イェール式:fei1
- 日本語 - 音：ヒ（漢音・呉音） 訓：あらず・そしる
- 朝鮮語 - 音：비(bi) 訓：아닐（anil、- ではない）그를（geureul、間違っている）나무랄（namural、非難する）

小篆

## 例字
- 非
  - 7:靠、11:靡